# فی امرسون
فی امرسون (انگلیسی: Faye Emerson؛ ۸ ژوئیهٔ ۱۹۱۷ – ۹ مارس ۱۹۸۳) هنرپیشه اهل آمریکا بود.